# Rabensdorf
Rabensdorf ist eine Ortschaft und zugleich ein Stadtteil und eine Katastralgemeinde von Feldkirchen in Kärnten in Österreich mit 192 Einwohnern (Stand 1. Jänner 2024). Das Dorf liegt im Südwesten der Stadtgemeinde.

## Geschichte
Rabensdorf entstand unter dem Namen Radmannsdorf aus einem mittelalterlichen Adelssitz. Im Jahr 1215 verlieh Abt Konrad von Ossiach dem Ritter (miles) Hermannus von Radmarsdorf, einem Ministerialen des Klosters Ossiach, eine Hube im ehemaligen Buchenscheider Moor. Rund 250 Jahre später war Rabensdorf ein landesfürstliches Lehen, wie aus einer von Kaiser Friedrich III. ausgestellten Urkunde aus dem Jahr 1460 hervorgeht, der das Anwesen Mert von Dietrichstein verlieh. Nach mehreren Besitzerwechseln ging es im 18. Jahrhundert mit dem Ansitz sowohl in wirtschaftlicher als auch in baulicher Hinsicht bergab, auch wenn das Gebäude noch im Jahr 1860 als Schloss bezeichnet wurde. Das Anwesen ging in bäuerliche Hände über und wird heute als Gasthof genutzt.
Als nach 1848 in Kärnten die Selbstverwaltungskörperschaften der Gemeinden geschaffen wurden, war Rabensdorf zunächst Katastralgemeinde in der Großgemeinde Feldkirchen. 1894 schlossen sich die Katastralgemeinden St. Ulrich, Tschwarzen, Waiern und Rabensdorf zusammen und bildeten gemeinsam die Ortsgemeinde Waiern. Im Zug einer Gemeindereform wurde diese durch einen Beschluss des Landtages schließlich zum 1. Jänner 1964 wieder aufgelöst und nach Feldkirchen eingemeindet.

## Gebäude und Denkmäler
Das noch im 19. Jahrhundert so genannte Schloss Rabensdorf (früher: Radmannsdorf) ist ein wenig spektakulärer Bau mit schmucklosen Fassaden und modernisierten Fenstern. Seine frühere Nutzung als Kleinadelssitz ist ihm äußerlich nicht mehr anzusehen, lediglich an den auf Pfeilern ruhenden wuchtigen Gewölben mancher Innenräume erkennt man sein hohes Alter und seine ehemalige Funktion. Noch im 17. Jahrhundert war das Anwesen eine Wasserburg, von einem großen Teich umgeben und nur über eine Holzbrücke zu erreichen.

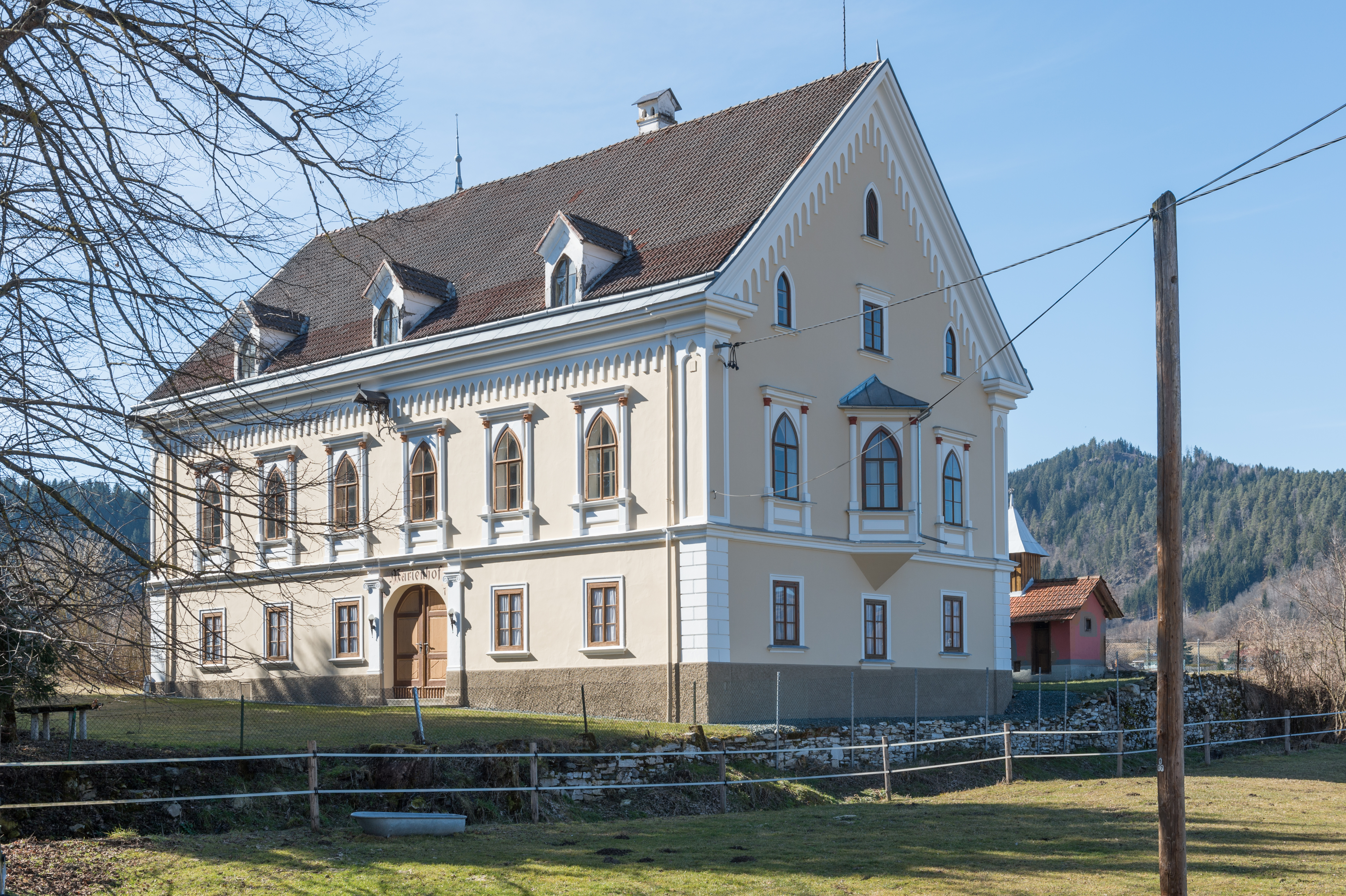
Marienhof, Südost-Ansicht

Das 1850 errichtete markante Schloss Marienhof auf einer kleinen Anhöhe am südwestlichen Ortsrand ist regional ein seltenes Beispiel für eine reich verzierte Fassade im Neu-Tudorstil („Zuckerguss“, Vergleich: Schloss Neuschwanstein). Ähnlichkeiten hierzu finden sich in der Gemeinde lediglich beim ehemaligen Pfarrhaus von Glanhofen (Gallinblick 4). Das Schloss diente als Kinderwohnheim, heute befindet es sich in Privatbesitz und steht nicht unter Denkmalschutz.

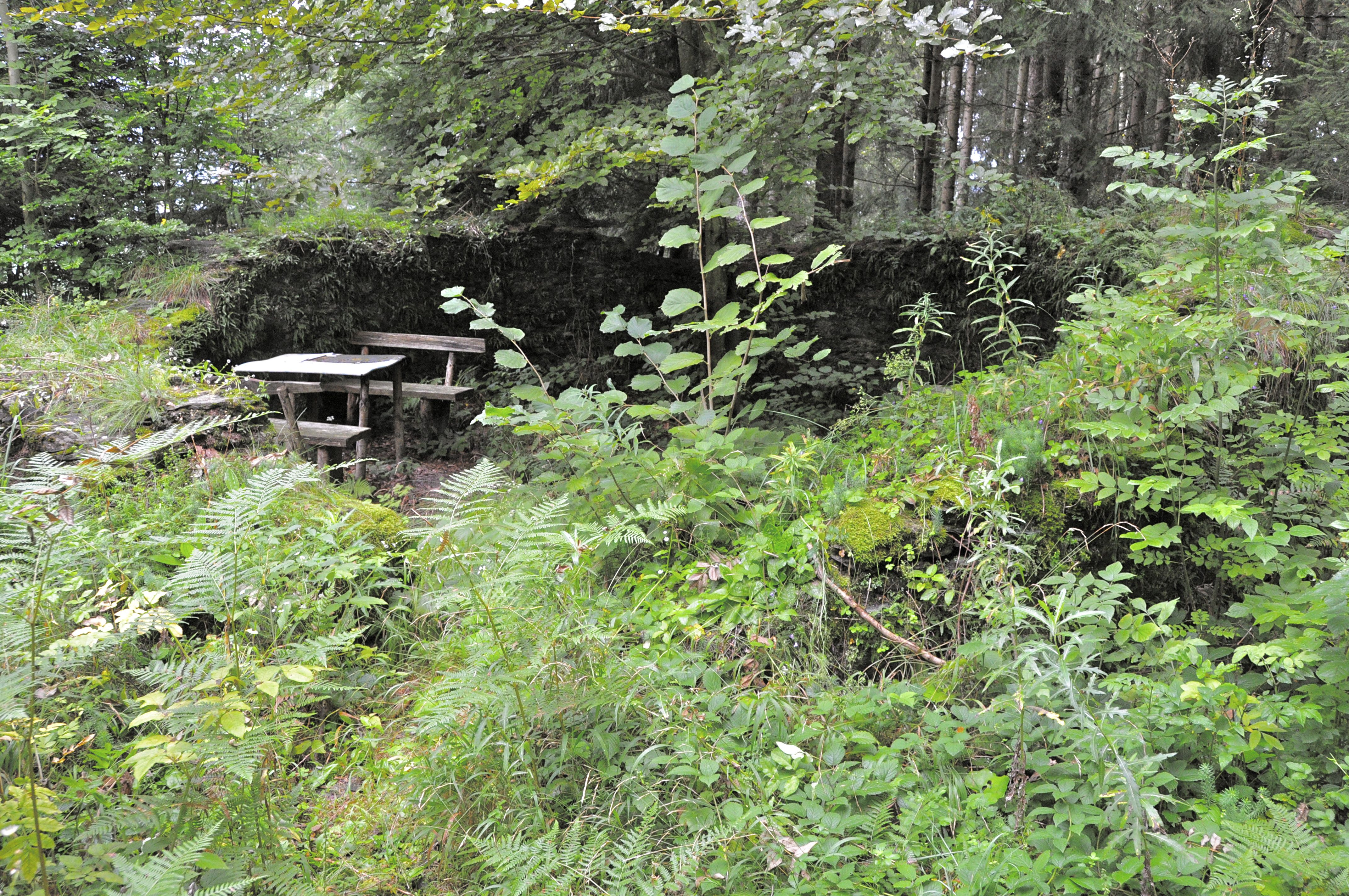
Ruine des ehemaligen Hochgerichts

 Auf dem sogenannten Galgenbühel am Kunitzberg befindet sich die denkmalgeschützte Ruine des ehemaligen Hochgerichtes. Die Richtstätte des ehemaligen Landgerichtes Himmelberg verfügte ab 1571 über die Hohe Gerichtsbarkeit. Von dem Bauwerk ist heute nur noch ein bis zu 1,90 m hoher Mauerring aus Bruchsteinmauerwerk zu sehen. Dieser Ring hat einen Durchmesser von etwa 6 Metern.

## Infrastruktur
Die 211 Einwohner (Stand Volkszählung 2001) verteilen sich auf rund 50 Gebäude, die sich im Wesentlichen entlang der Landesstraße L49 befinden. Die L49 verbindet Feldkirchen mit Ossiach und dem Südufer des Ossiacher Sees.
Rabensdorf ist über die Postbuslinie 5200 Feldkirchen – Ossiach – Villach an den Öffentlichen Personennahverkehr angeschlossen.
Südwestlich des Ortes befindet sich der Flugplatz Feldkirchen/Ossiachersee (LOKF), der vom Flugsportverein Feldkirchen Ossiachersee betrieben wird.